# خوسيه ميغيل خوسيه
خوسيه ميغيل خوسيه (بالإسبانية: José Miguel Elías)‏ هو دراج إسباني، ولد في 15 يناير 1977 في سرقسطة في إسبانيا.

## وصلات خارجية
- خوسيه ميغيل خوسيه على موقع الاتحاد الدولي للدراجات (الإنجليزية)
- خوسيه ميغيل خوسيه على موقع أرشيف الدراجات (الإنجليزية)
- خوسيه ميغيل خوسيه على موقع إحصائيات الدراجات الإحترافية (الإنجليزية)
- خوسيه ميغيل خوسيه على موقع نسبة الدراجات (الإنجليزية)